# Guennadi Mijáilov
Guennadi Mijáilov ((del ruso: Геннадий Михайлов); Cheboksary, 8 de febrero de 1974) es un ciclista ruso que fue profesional desde 1998 a 2009 y en 2010 se convirtió en director deportivo del equipo Katusha.

## Palmarés
2002
- 1 etapa del Tour de Luxemburgo

## Resultados en Grandes Vueltas y Campeonatos del Mundo
| Carrera         | Carrera         | 2000 | 2001 | 2002  | 2003 | 2004 | 2005 | 2006 | 2007 | 2008 | 2009 |
| --------------- | --------------- | ---- | ---- | ----- | ---- | ---- | ---- | ---- | ---- | ---- | ---- |
|                 | Giro de Italia  | —    | —    | —     | —    | —    | —    | —    | —    | —    | —    |
|                 | Tour de Francia | —    | 59.º | 92.º  | —    | —    | —    | —    | —    | —    | —    |
|                 | Vuelta a España | 39.º | —    | —     | —    | 63.º | —    | —    | —    | —    | —    |
| Mundial en Ruta | Mundial en Ruta | —    | 8.º  | 165.º | —    | —    | —    | —    | —    | —    | Ab.  |

—: no participa
Ab.: abandono